# ستارا کوژنیتسا (استان اشوی‌داشکسیه)
ستارا کوژنیتسا (به لهستانی: Stara Kuźnica) یک منطقهٔ مسکونی در لهستان است که در گمینا کونگسکیه واقع شده‌است. ستارا کوژنیتسا ۱۴۰ نفر جمعیت دارد.